# Успение Богородично (Кравари)
Вижте пояснителната страница за други значения на Успение Богородично.
„Успение на Пресвета Богородица“ (на македонска литературна норма: „Успение на Пресвета Богородица“) е възрожденска църква в битолското село Кравари, част от Преспанско-Пелагонийската епархия на Македонската православна църква – Охридска архиепископия.
Църквата е гробищен храм, разположен в югоизточния край на селото. Изградена е в 1894 година. Обновена е в 1917 година и осветена в 1932 година. Представлява голяма базилика с открит зидан трем на запад и юг с начупен покрив. На северозапад има помощна сграда с кулообразна шестетажна камбанария.